# Dominique Foata
Dominique Foata, né le 12 octobre 1934 à Damas, alors sous mandat français, est un mathématicien français qui travaille en combinatoire énumérative. Avec Pierre Cartier et Marcel-Paul Schützenberger, il a développé une approche moderne de la combinatoire qui s'insère dans l’essor de la combinatoire algébrique. Son travail de pionnier sur les statistiques des permutations et son approche combinatoire des fonctions spéciales en sont des points forts.
En 1960, avec Adalbert Kerber (Bayreuth) et Volker Strehl (Erlangen), il crée le Séminaire Lotharingien de Combinatoire, qui se réunit tous les semestres, principalement en France, Allemagne et Italie.
Dominique Foata fait partie du groupe de chercheurs qui écrivent des livres sous le nom de plume de M. Lothaire.
En 1983, Foata a été conférencier invité au Congrès international des mathématiciens à Varsovie (Combinatoire des identités sur les polynômes orthogonaux).
En 1985, il a obtenu le prix scientifique de l'Union des Assurances de Paris et la même année le Prix Paul Doistau-Émile Blutet.

## Ouvrages
- avec Pierre Cartier, Problèmes combinatoires de commutation et réarrangements, Springer Verlag, coll. « Lecture Notes in Mathematics » (no 85), 1969 (ISBN 978-3540046042, DOI 10.1007/BFb0079468) (réédition électronique avec trois nouveaux appendices, par Dominique Foata, Bodo Lass et Christian Krattenthaler (en))
- avec Marcel-Paul Schützenberger, Théorie géométrique des polynômes eulériens, Springer Verlag, coll. « Lecture Notes in Mathematics » (no 138), 1970 (ISBN 978-3-540-36294-4, DOI 10.1007/BFb0060799) (réédition électronique)
- La Série génératrice exponentielle dans les problèmes d'énumération, Les Presses de l'Université de Montréal, coll. « Séminaire de mathématiques supérieures » (no 54), 1974 (ISBN 0840502346 et 9780840502346, ISSN 0544-9758)
- avec Aimé Fuchs, Processus stochastiques, Paris, Dunod, coll. « Sciences Sup », 2002, 256 p. (ISBN 9782100488506).
- avec Jacques Franchi et Sinnou David, Calcul des probabilités, Dunod, coll. « Sciences Sup », 2022 (ISBN 9782100848393 et 9782100849802) (traduit en allemand sous le titre Wahrscheinlichkeitsrechnung, par Volker Strehl. Birkhäuser Verlag AG, 1999.)